# Гипсикратия
Гипсикратия — уроженка Кавказа, бывшая любовница и жена правителя Понтийского царства Митридата VI.

## Биография
Являясь наложницей и шестой женой понтийского государя, Гипсикратия овладела воинским искусством и сопровождала его в военных походах. Она хорошо обращалась с копьём, топором, мечом, а также была неплохим лучником.
Несмотря на поражение Митридата от войск Помпея, Гипсикратия одна из немногих не бросила своего супруга.
В августе 2013 года в ходе раскопок, проведённых российскими археологами, в Фанагории на месте акрополя были найдены следы пожара и мраморная надгробная плита, посвящённая наложнице царя Гипсикратии, судя по всему погибшей во время народных волнений в 63 году до н. э.